# Lai (sinh học)
Trong sinh học, lai giống (hybrid) là sự kết hợp các phẩm chất của hai sinh vật thuộc hai giống, hoặc loài, chi thực vật hoặc động vật khác nhau, thông qua sinh sản hữu tính. Con lai của hai giống, loài khác nhau không phải lúc nào tính trạng cũng mang sự hòa hợp về di truyền (Blending inheritance) giữa bố mẹ của chúng, nhưng cho thấy ưu thế lai, chẳng hạn như có sức sống cao hơn, sinh trưởng nhanh, phát triển mạnh, chống chịu bệnh tật tốt, năng suất cao, thích nghi tốt. Khái niệm về lai giống của động vật được giải thích khác so với thực vật, do có liên quan tới nguồn gốc bố mẹ của cá thể. Trong di truyền học, trọng tâm nghiên cứu là về số lượng nhiễm sắc thể, còn trong phân loại học, đó là sự gần gũi giữa các giống loài bố mẹ của con lai.
Giữa các loài với nhau có một ranh giới lớn ngăn cách việc lai tạo, đó là sự cách li sinh sản, bao gồm sự khác biệt về hình thái, hành vi giao phối và tín hiệu thu hút bạn tình, thời điểm sinh sản khác nhau, sự cách li trước và sau thụ tinh. Ranh giới tương tự cũng tồn tại ở thực vật, với sự khác biệt về mùa ra hoa, vật chủ thụ phấn, sự ức chế phát triển ống dẫn phấn, tính bất thụ bào chất soma (do sự không hợp giữa nội nhũ và phôi), tính bất thụ gen-tế bào chất đực và cấu trúc nhiễm sắc thể. Tuy nhiên một số loài động vật và nhiều loài thực vật là kết quả của sự hình thành loài thông qua lai giống, trong đó có thể kể đến một loại cây trồng quan trọng là lúa mì, mang bộ nhiễm sắc thể lưỡng bội.
Tác động của con người đến môi trường đã dẫn đến sự gia tăng lai tạo giữa các loài với nhiều loài du nhập khắp toàn cầu, đưa đến kết quả là sự gia tăng các loài lai. Sự pha tạp gen (genetic mixing) có thể đe dọa tuyệt chủng nhiều loài sinh vật, trong khi đó sự xói mòn di truyền (genetic erosion) ở các giống cây trồng có thể có hại tới tổng quần thể gen của các loài trong việc gây giống trong tương lai. Nhiều loại cây ăn trái, hoa màu, cây kiểng đã được tạo ra nhờ lai giống. Loài hoa Anh thảo chiều Oenothera lamarckiana là đối tượng trọng tâm cho những nghiên cứu đầu tiên cho thuyết đột biến và thể đa bội. Sự lai giống ở người đã từng tồn tại trong thời tiền sử, những sinh vật lai thần thoại xuất hiện trong văn hóa nhân loại phong phú dưới nhiều hình thức, ví dụ như nhân ngưu, pha trộn giữa người và bò, hay nửa người nửa thú như nhân mã, nhân sư, nàng tiên cá,...

## Dưới góc độ các ngành khác nhau

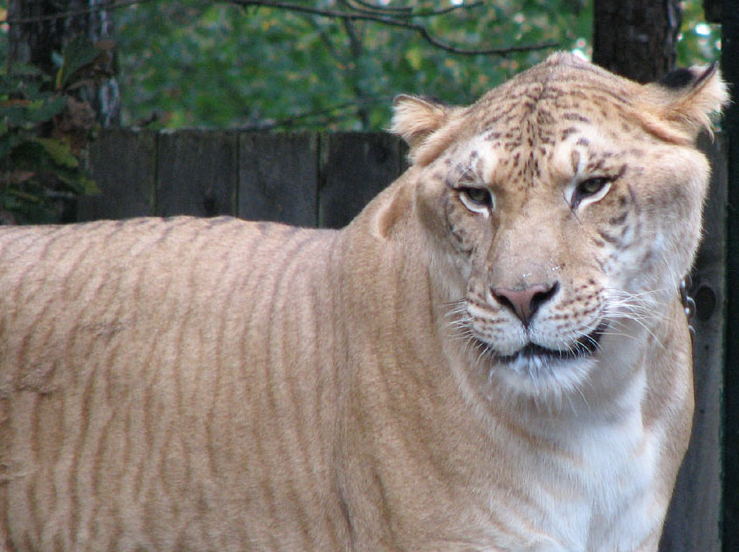
Một con sư hổ, là con lai giữa sư tử (Panthera leo) đực với hổ (Panthera tigris) cái

### Sinh sản ở động vật và thực vật
Theo quan điểm của các nhà gây giống, có một số giống lai được hình thành qua giao phối chéo các giống trong cùng một loài. Lai hai thể đồng hợp (Single cross hybrids, A x B -> F1) là kết quả từ việc lai hai giống thuần chủng, tạo ra thế hệ F1 (first filial generation). Kiểu lai giữa hai thể đồng hợp (homozygous) khác nhau tạo ra thế hệ F1 mang thể dị hợp (heterozygous) mang hai alen: mỗi một cái được đóng góp bởi mỗi bố mẹ và đặc trưng thường thấy là một cái sẽ mang tính trội hơn cái còn lại. Thông thường, thế hệ F1 cũng mang tính trạng đồng nhất, tức là thế hệ con giống nhau về ngoại hình. Lai hai thể dị hợp-Double cross hybrids, (A x B) x (X x Y) là sự lai hai thế hệ F1 mang thể dị hợp khác nhau (nghĩa là có 4 bố mẹ khác nhau). Lai tam hợp (tạm dịch từ: Three-way cross hybrids), (A x B) x C là sự lai thế hệ F1 mang thể dị hợp với một thể đồng hợp khác. Lai chất lượng cao (tạm dịch từ: Top cross hybrids) là sự lai cá thể đực có phẩm chất tốt hoặc thuần chủng của giống này với một cá thể cái có phẩm chất kém hơn của giống khác nhằm cải thiện trung bình chất lượng của thế hệ con.
Quần thể lai giống là kết quả từ việc lai các cá thể các loài thực hoặc động vật trong một quần thể với những các thể trong quần thể khác, bao gồm sự lai tạo giữa các loài hay lai giữa các giống.
Trong ngành trồng trọt, Thuật ngữ lai giống ổn định dùng để chỉ những cây trồng hằng năm, nếu sinh trưởng và sinh sản bằng cách tự thụ phấn trong môi trường độc canh (ví dụ như môi trường nhà kính đã lọc sạch không khí) sẽ cho ra thế hệ cây con đồng kiểu đối với kiểu hình, hay còn gọi là giống thuần chủng.

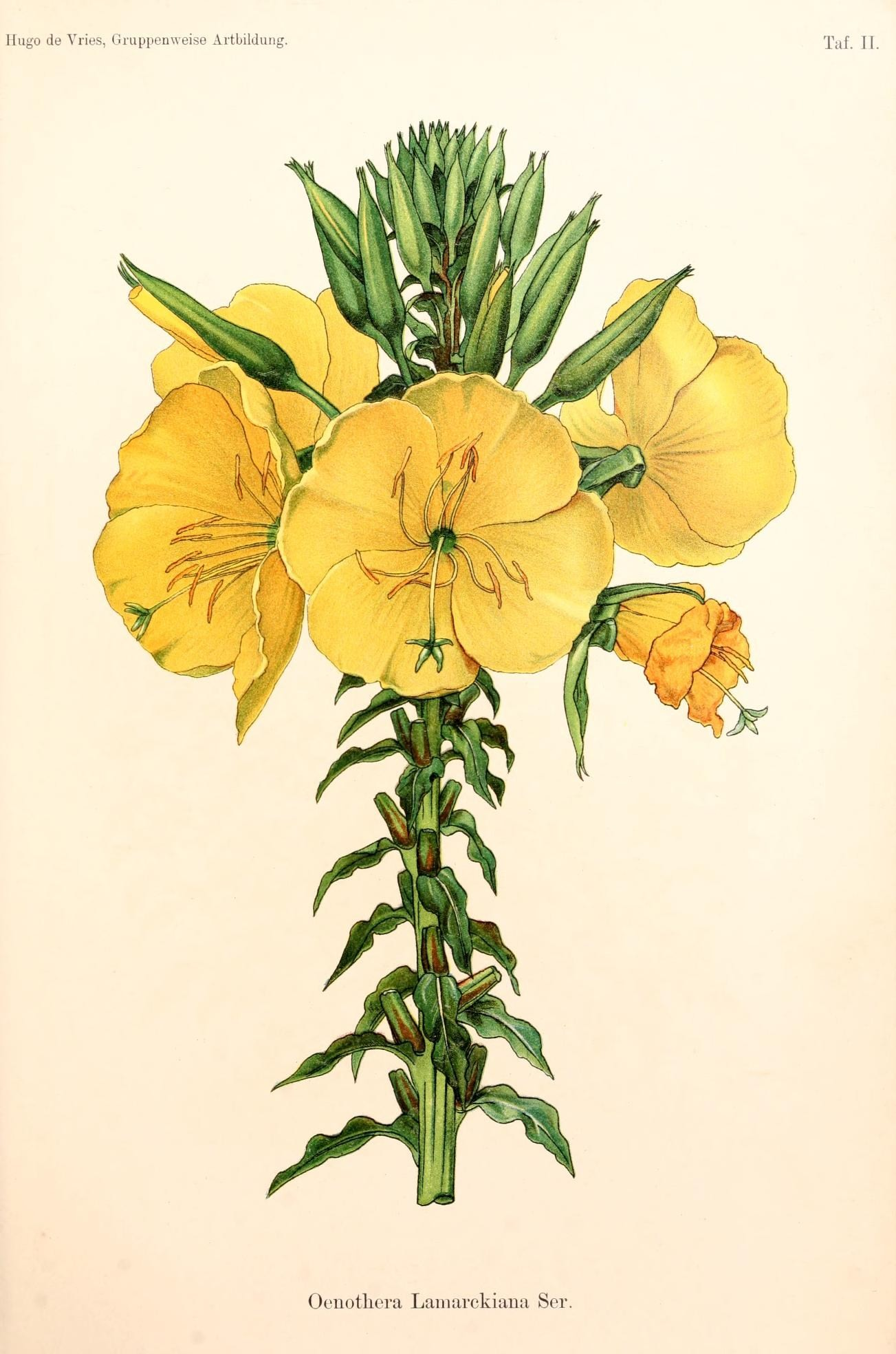
Oenothera lamarckiana là một loài lai thường xuyên tự nhiên, được nghiên cứu một cách chuyên sâu bởi nhà di truyền học Hugo de Vries, tranh minh họa của de Vries, 1913.

### Di truyền học
Trong quan điểm của di truyền học, nhiều dạng lai tạo khác nhau được có thể được phân biệt (về các thay đổi của gen di truyền và nhiễm sắc thể). Một giống lai tạo về mặt di truyền có thể mang hai alen khác nhau của cùng một gen, ví dụ như một alen quy định cho bộ lông của con vật có màu sáng hơn alen còn lại. Giống lai tạo về mặt cấu trúc là kết quả của sự kết hợp của các giao tử có cấu trúc khác nhau ở ít nhất một nhiễm sắc thể, hay do sự bất thường của cấu trúc nhiễm sắc thể. Giống lai tạo về mặt số lượng là do sự hợp nhất các giao tử có số thể đơn bội của các nhiễm sắc thể khác nhau. Giống lai tạo cố định là do chỉ có thể tồn tại khi kiểu gen dị hợp xảy ra, như ở loài Oenothera lamarckiana, vì tất cả các kiểu gen đồng hợp đều gây chết  (Trong thời kì ban đầu lịch sử ngành di truyền học, Hugo De Vries cho rằng đó là do sự đột biến.)

### Phân loại học
Trong phân loại học, giống lai mang sự khác biệt với dòng dõi cha mẹ của chúng. Lai giống giữa các phân loài khác nhau (như giữa hổ bengal với hổ siberi) được gọi là con lai nội loài (intra-specific hybrids). Con lai khác loài (interspecific hybrids) là sự lai giữa các loài khác nhau, đôi khi dẫn tới sự hình thành loài lai. Con lai khác chi (Intergeneric hybrids) là kết quả của hai loài khác chi như giữa cừu và dê. Con lai khác họ (Interfamilial hybrids) như giữa các loài họ gà như giữa gà nhà, gà lôi (họ trĩ) với gà phi, trĩ sao (họ gà phi) đã được xác thực và miêu tả nhưng cực kì hiếm xảy ra. Con lai khác bộ (Interordinal hybrids) diễn ra rất ít, nhưng đã xảy ra giữa loài cầu gai Strongylocentrotus purpuratus (cái) thuộc bộ cầu gai (Echinoida) với loài đồng đô-la cát (sand dollar) Dendraster excentricus (đực) thuộc bộ sand dollar (Clypeasteroida).

## Trong sinh học

### Sự bộc lộ các đặc điểm của cha mẹ

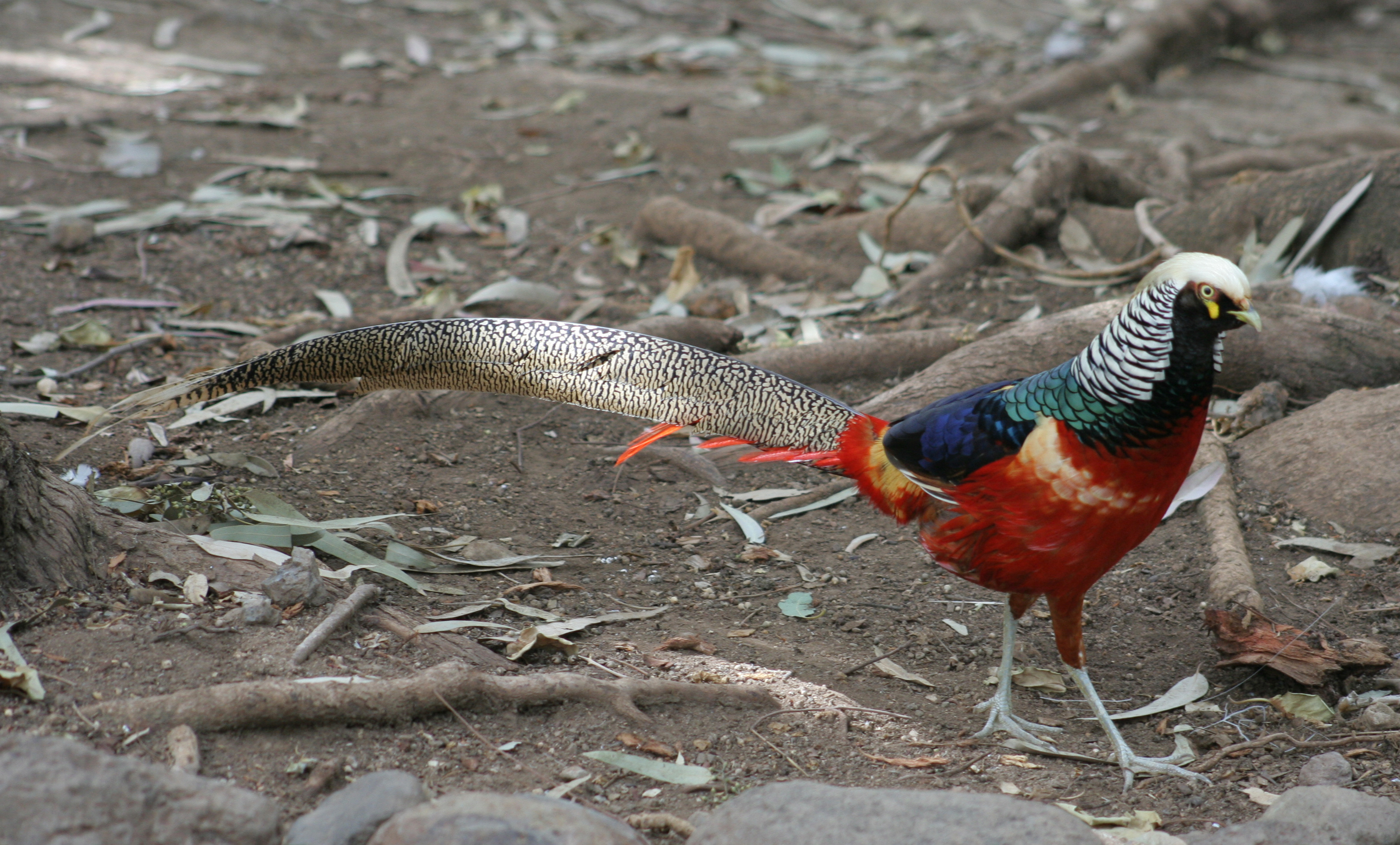
Một cá thể lai giữa hai loài chim trĩ, Chrysolophus amherstiae và Chrysolophus pictus

Khi hai sinh vật thuộc hai kiểu có sự khác biệt rõ ràng lai với nhau, kết quả lai giống thường mang các đặc điểm trung gian (ví dụ: một cây có hoa màu đỏ lai với một cây có hoa màu trắng cho ra giống cây lai có màu hồng.) Thông thường, giống vật lai cũng kết hợp các đặc điểm mà chỉ được thấy riêng ở bố hoặc mẹ (như ở trường hợp loài chim lai, giống lai có thể phối hợp màu lông đầu vàng của con bố (hoặc mẹ) này với màu lông bụng cam của con mẹ (hoặc bố) kia.)

### Cơ chế của sự cách ly sinh sản
Con lai khác loài được lai tạo thông qua sự giao phối giữa hai cá thể khác loài, thông thường là hai loài trong cùng một chi. Con lai thường bộc lộ các điểm nét và đặc trưng của cả bố và mẹ, nhưng thường vô sinh, làm ngăn trở dòng gen giữa hai loài. Sự vô sinh thường được cho là do sự khác biệt về số lượng nhiễm sắc thể giữa hai loài. Lấy ví dụ, loài lừa có 62 nhiễm sắc thể, ngựa có 64 nhiễm sắc thể, còn la và lừa la có 63 nhiễm sắc thể. Lừa, lừa la và nhiều loài lai xa (khác loài, chi,...) thường vô sinh và không thể sản sinh giao tử có khả năng sống, vì sự khác biệt trong cấu trúc nhiễm sắc đã thể ngăn chặn sự ghép đôi tương thích và sự phân li trong giảm phân, khiến cho quá trình giảm phân bị đứt đoạn, tinh trùng và trứng hữu thụ không thể hình thành. Tuy nhiên, có báo cáo cho rằng sự thụ tinh giữa một con la cái với một con lừa đực đã từng xảy ra.
Sự đa dạng trong cơ chế cách li đã giới hạn sự thành công trong lai giống, bao gồm sự khác biệt lớn trong di truyền giữa hầu hết các loài. Những ranh giới bao gồm sự khác biệt về hình thái, thời điểm sinh sản, hành vi thu hút và giao phối, sự cách li trước và sau thụ tinh.
Ở thực vật, một số giới hạn việc lai giống bao gồm sự khác biệt về mùa ra hoa, vật chủ thụ phấn, sự ức chế phát triển ống dẫn phấn, tính bất thụ bào chất soma (do sự không hợp giữa nội nhũ và phôi), tính bất thụ gen-tế bào chất đực và cấu trúc nhiễm sắc thể.

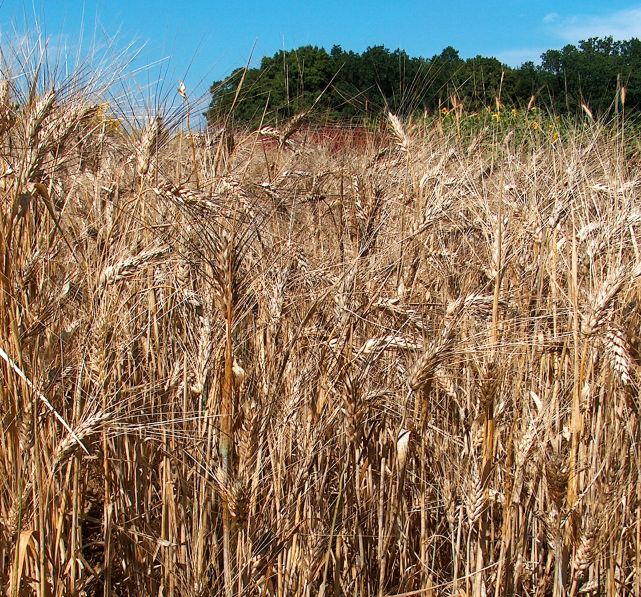
Lúa mì cứng là loài thể song nhị bội, bắt nguồn từ loài lúa mì Triticum dicoccum - được lai tạo từ hai loài lúa mì thể song bội Triticum urartu và loài cỏ dê

### Sự hình thành loài
Một số ít các loài động vật là kết quả của sự lai giống. Ví như loài ruồi hoa kim ngân (Lonicera fly) là một loài lai giống trong tự nhiên, hay loài sói hung dường như là loài lai giữa sói xám và sói đồng cỏ, mặc dù tình trạng phân loại của loài sói hung luôn là chủ đề gây tranh cãi. Loài ếch xanh châu âu là loài lai tạo bán thường niên giữa loài ếch bể với loài ếch đầm lầy; số lượng cá thể của chúng đòi hỏi sự có mặt liên tục của ít nhất một trong những loài bố mẹ. Tranh vẽ trong những hang động ở châu Âu cho biết loài bò bison châu Âu là một loài lai tự nhiên giữa loài bò rừng châu âu với loài bò rừng thảo nguyên.
Lai tạo ở thực vật phổ biến hơn so với sự lai tạo động vật. Nhiều loài cây trồng là loài lai, đặc biệt kể đến là loài lúa mì đa bội: một số giống có bốn bộ nhiễm sắc thể (thể tứ bội) hoặc sáu (thể lục bội), trong khi các loài lúa mì khác (như ở phần lớn các sinh vật nhân thực) chỉ có 2 bộ (thể lưỡng bội), vì vậy các sự kiện lai hóa có thể liên quan đến việc tăng gấp đôi các bộ nhiễm sắc thể, gây nên sự cô lập di truyền tức thì.
Sự lai giống có thể quan trọng trong sự hình thành loài trong một số nhóm loài. Tuy nhiên, sự hình thành loài lai đơn bội (không làm tăng số bộ nhiễm sắc thể) lại có thể hiếm gặp: cho tới năm 1997, chỉ có 8 mẫu vật trong tự nhiên được miêu tả một cách đầy đủ. Những nghiên cứu thực nghiệm cho thấy sự lai giống tạo ra một con đường nhanh chóng dẫn tới hình thành loài mới, sự dự đoán đó được xác thực bởi thực tế cho thấy các thế hệ lai sớm và những thế hệ loài lai cổ có những điểm xứng hợp trong bộ gen, tức là một khi sự lai tạo giống xảy ra, giống loài mới vẫn có thể tồn tại ổn định.